# Les Suicidés
Les Suicidés est un roman policier de Georges Simenon, paru en 1934.

## Résumé
Le père de Juliette Grandvalet, employé de banque à Nevers, s'oppose à la liaison de sa fille avec Émile Bachelin, jeune homme de condition modeste, parce qu'il espère pour elle un meilleur parti. Un soir qu'Emile est venu comme d'habitude raccompagner Juliette chez elle après sa leçon de piano, Grandvalet, pour l'intimider, lui montre son fusil à travers la fenêtre. Émile, après s'être d'abord enfui, décide de se venger et met le feu à la maison. Il va alors se cacher à Paris, puis revient à Nevers. Il cherche, en secret, à revoir Juliette. 
Un jour, ayant emprunté de l'argent, il vient la prendre chez elle et s'enfuit à Paris en sa compagnie. Là, ils vivent chichement, d'abord à l'hôtel, puis chez des amis de rencontre, enfin dans un petit appartement. Afin d'assurer leur subsistance, Émile travaille pour Van Lubbe, sorte d'escroc qu'il essaiera ensuite, mais sans succès, de faire chanter. 
Pendant ce temps, le père de Juliette, qui a démissionné de la banque, s'est lancé sur les traces de sa fille et a même engagé un détective privé pour la retrouver. Le jour où les recherches vont enfin aboutir, le couple est arrivé au fond du désespoir : Juliette, depuis qu'elle a quitté le milieu familial (où cependant elle vivait étouffée par un père exagérément protecteur), est devenue indifférente et irritable ; Émile, qui vit sa vie comme un échec permanent, ne parvient pas, malgré ses efforts, à la rendre heureuse. Désormais sans raison de poursuivre leur existence, Émile tue Juliette, consentante, d'un coup de revolver, avant de se tirer à son tour une balle dans la poitrine.

## Aspects particuliers du roman
Tragédie du couple incapable de conjurer un destin que l’immaturité du héros emprisonne dans une fatalité sans issue. La scène du suicide s’achève sur un suspense ; le suicidé n’est pas mort… ou pas encore, quand on découvre le drame. 

## Fiche signalétique de l'ouvrage

### Cadre spatio-temporel

#### Espace
Nevers. Paris. 

#### Temps
Époque contemporaine.

### Les personnages

#### Personnage principal
Emile Bachelin. Employé à la mairie de Nevers. Célibataire (vit avec sa mère, marchande de journaux). 22 ans.

#### Autres personnages
- Juliette Grandvalet, sans profession, amie d’Emilie, 17 ans
- Jérôme Grandvalet, père de Juliette, caissier au Crédit Lyonnais
- Philippe Grandvalet, frère de Juliette, marié, vit à Paris
- M. Emile, détective privé engagé par M. Grandvalet.

## Éditions
- Édition originale : Gallimard, 1934
- Réédition : ESPES (Bruxelles), 1944
- Tout Simenon, tome 19, Omnibus, 2003  (ISBN 978-2-258-06104-0)
- Folio Policier, n° 321, 2004  (ISBN 978-2-07-031305-1)
- Romans durs, tome 2, Omnibus, 2012  (ISBN 978-2-258-09356-0)
- Romans durs, tome 2, Omnibus, 2023  (ISBN 978-2-258-20259-7)

## Source
- Maurice Piron, Michel Lemoine, L'Univers de Simenon, guide des romans et nouvelles (1931-1972) de Georges Simenon, Presses de la Cité, 1983, p. 36-37  (ISBN 978-2-258-01152-6)